# Jonas Salk
Jonas Edward Salk (New York, 28. listopada 1914. – La Jolla, 23. lipnja 1995.), američki mikrobiolog. 
Bio je profesor Sveučilišta u Pittsburghu, direktor istraživačkog laboratorija za epidemiološke i virusne bolesti. Godine 1949. počeo se baviti problemima poliomijelitisa (dječje paralize), a 1954. godine uspio je proizvesti cjepivo protiv virusa, uzročnika te bolesti. Dobitnik je Nehruove nagrade za međunarodno razumijevanje 1976. godine.